# Droitwich Spa
Droitwich Spa este un oraș și o stațiune balneo-clomaterică în comitatul Worcestershire, regiunea West Midlands, Anglia. Orașul se află în districtul Wychavon.
1. ↑  , Wikipedia în esperanto https://www.citypopulation.de/en/uk/westmidlands/worcestershire/E63003350__droitwich_spa Lipsește sau este vid: |title= (ajutor)